# Équipe d'Algérie de football à la Coupe d'Afrique des nations 2004
Cet article relate le parcours de l’Équipe d'Algérie de football lors de la Coupe d'Afrique des nations de football 2004 organisée par la Tunisie du 24 janvier 2004 au 14 février 2004.

## Effectif
| N° | Pos. | Nom                | Date de Naissance | Sél. | Buts | Club                   |
| -- | ---- | ------------------ | ----------------- | ---- | ---- | ---------------------- |
| 1  | GB   | Hichem Mezaïr      | 28 septembre 1976 | 0    | 0    | USM Alger              |
| 12 | GB   | Lounès Gaouaoui    | 28 septembre 1977 | 0    | 0    | JS Kabylie             |
| 16 | GB   | Mohamed Benhamou   | 17 décembre 1979  | 0    | 0    | Paris SG               |
|    |      |                    |                   |      |      |                        |
| 3  | DF   | Moulay Haddou      | 14 juin 1975      | 0    | 0    | MC Oran                |
| 4  | DF   | Samir Beloufa      | 27 août 1979      | 0    | 0    | Excelsior Mouscron     |
| 5  | DF   | Salim Aribi        | 16 décembre 1974  | 0    | 0    | USM Alger              |
| 13 | DF   | Brahim Zafour      | 30 novembre 1977  | 0    | 0    | JS Kabylie             |
| 17 | DF   | Samir Zaoui        | 6 juin 1976       | 0    | 0    | ASO Chlef              |
| 18 | DF   | Slimane Rahou      | 20 octobre 1975   | 0    | 0    | JS Kabylie             |
| 21 | DF   | Antar Yahia        | 21 mars 1982      | 0    | 0    | SC Bastia              |
|    |      |                    |                   |      |      |                        |
| 2  | ML   | Abdelnasser Ouadah | 13 septembre 1975 | 0    | 0    | AC Ajaccio             |
| 6  | ML   | Yazid Mansouri     | 25 février 1978   |      |      | Le Havre AC            |
| 8  | ML   | Nasredine Kraouche | 27 août 1979      | 0    | 0    | KAA La Gantoise        |
| 10 | ML   | Djamel Belmadi     | 27 mars 1976      | 0    | 0    | Al-Gharafa Sports Club |
| 15 | ML   | Karim Ziani        | 17 août 1982      | 0    | 0    | ESTAC Troyes           |
| 19 | ML   | Maamar Mamouni     | 26 février 1976   | 0    | 0    | RAA La Louvière        |
| 20 | ML   | Fodhil Hadjadj     | 18 avril 1983     | 0    | 0    | FC Nantes Atlantique   |
| 22 | ML   | Hocine Achiou      | 27 avril 1979     | 0    | 0    | USM Alger              |
|    |      |                    |                   |      |      |                        |
| 7  | AT   | Abdelmalek Cherrad | 14 janvier 1981   | 0    | 0    | OGC Nice               |
| 9  | AT   | Nassim Akrour      | 10 juillet 1974   | 0    | 0    | ESTAC Troyes           |
| 11 | AT   | Mansour Boutabout  | 20 septembre 1978 | 0    | 0    | FC Gueugnon            |
| 14 | AT   | Farès Fellahi      | 13 mai 1975       | 0    | 0    | ES Sétif               |

## Phase qualificative
L'Algérie a été tirée au sort dans un groupe de trois équipes pour les qualifications à la Coupe d'Afrique des nations de football 2004. Les premiers de chaque groupe ainsi que les 2 meilleurs deuxièmes se qualifient pour la phase finale du tournoi.

### Groupe 12
| Sélection | Pts | MJ | V | D | D | Bp | Bc | Diff |
| --------- | --- | -- | - | - | - | -- | -- | ---- |
| Algérie   | 10  | 4  | 3 | 1 | 0 | 6  | 1  | 5    |
| Tchad     | 4   | 4  | 1 | 1 | 2 | 4  | 6  | -2   |
| Namibie   | 3   | 4  | 1 | 0 | 3 | 2  | 5  | -3   |

| 7 septembre 2002 | Namibie | 0 - 1 | Algérie | Namibie |  |
|                  |         |       |         |         |  |

| 11 octobre 2002 | Algérie | 4 - 1 | Tchad | Algérie |  |
|                 |         |       |       |         |  |

| 20 juin 2003 | Algérie | 1 - 0 | Namibie | Algérie |  |
|              |         |       |         |         |  |

| 6 juillet 2003 | Tchad | 0 - 0 | Algérie | Tchad |  |
|                |       |       |         |       |  |

### 1ertour

#### Groupe C
| Rang | Équipe   | Pts | J | G | N | P | Bp | Bc | Diff |
| ---- | -------- | --- | - | - | - | - | -- | -- | ---- |
| 1    | Cameroun | 5   | 3 | 1 | 2 | 0 | 6  | 4  | +2   |
| 2    | Algérie  | 4   | 3 | 1 | 1 | 1 | 4  | 4  | 0    |
| 3    | Égypte   | 4   | 3 | 1 | 1 | 1 | 3  | 3  | 0    |
| 4    | Zimbabwe | 3   | 3 | 1 | 0 | 2 | 6  | 8  | -2   |

### Quarts de finale
| 8 février 2004 17h00 | Maroc                                     | 3 - 1 (a.p.) | Algérie     | Stade Taïeb-Mehiri, Sfax                              |                                                       |
|                      | Chamakh 90+6e · Hadji 113e · Zaïri 120+1e | (0 - 0)      | 84e Cherrad | Spectateurs : 22 000 Arbitrage : Abdul Hakim Shelmani | Spectateurs : 22 000 Arbitrage : Abdul Hakim Shelmani |
|                      | rapport                                   |              |             | Spectateurs : 22 000 Arbitrage : Abdul Hakim Shelmani | Spectateurs : 22 000 Arbitrage : Abdul Hakim Shelmani |

## Meilleurs buteurs de l'équipe
- 2 buts
  - Hocine Achiou
- 1 but
  - Brahim Zafour
  - Maamar Mamouni
  - Abdelmalek Cherrad